# Garrulax ruficollis
Garrulax ruficollis е вид птица от семейство Leiothrichidae.

## Разпространение
Видът е разпространен в Бангладеш, Бутан, Индия, Китай, Мианмар и Непал.